# Fridlevstads kyrka

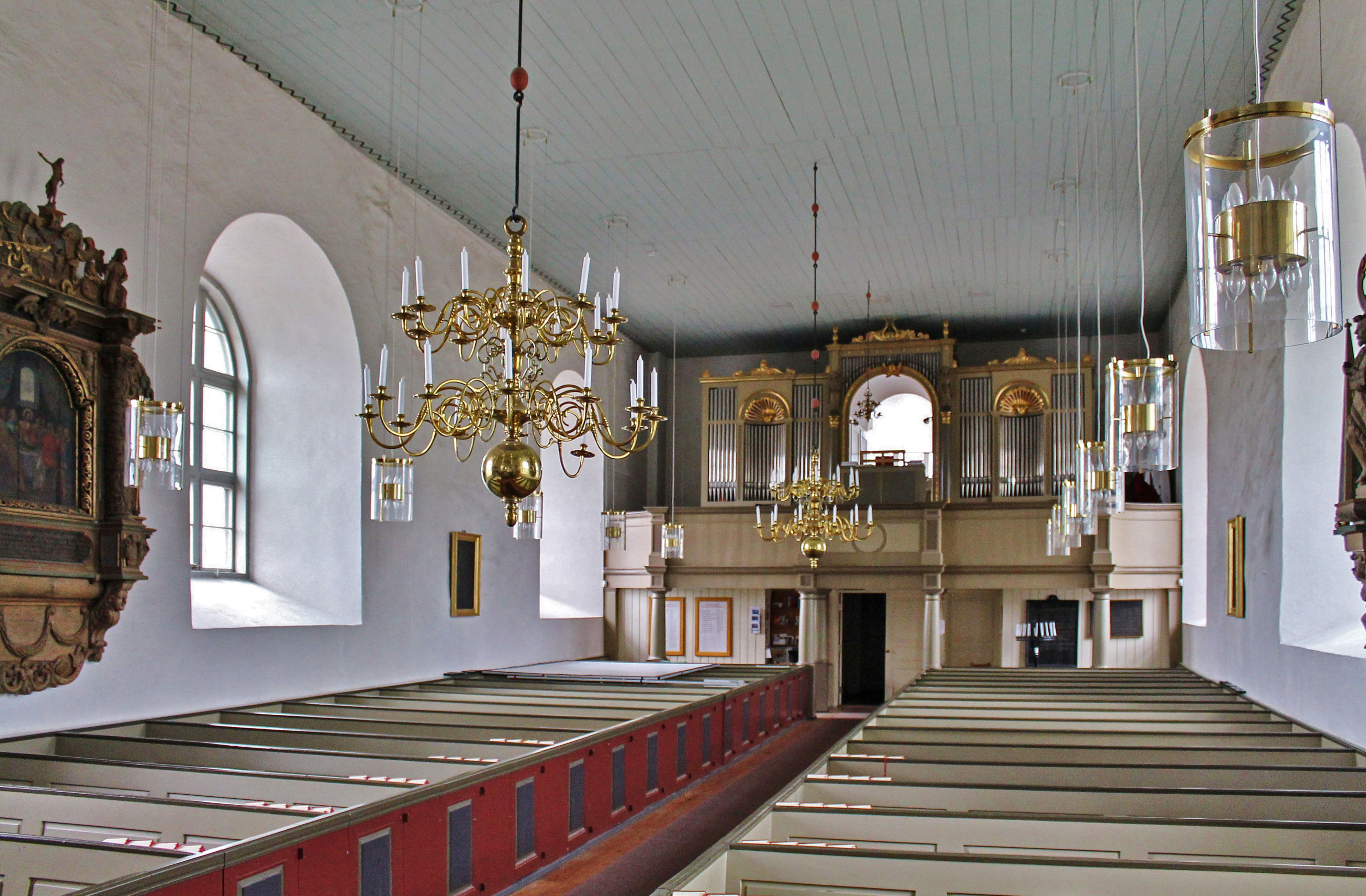
Kyrkorummet med orgelläktaren

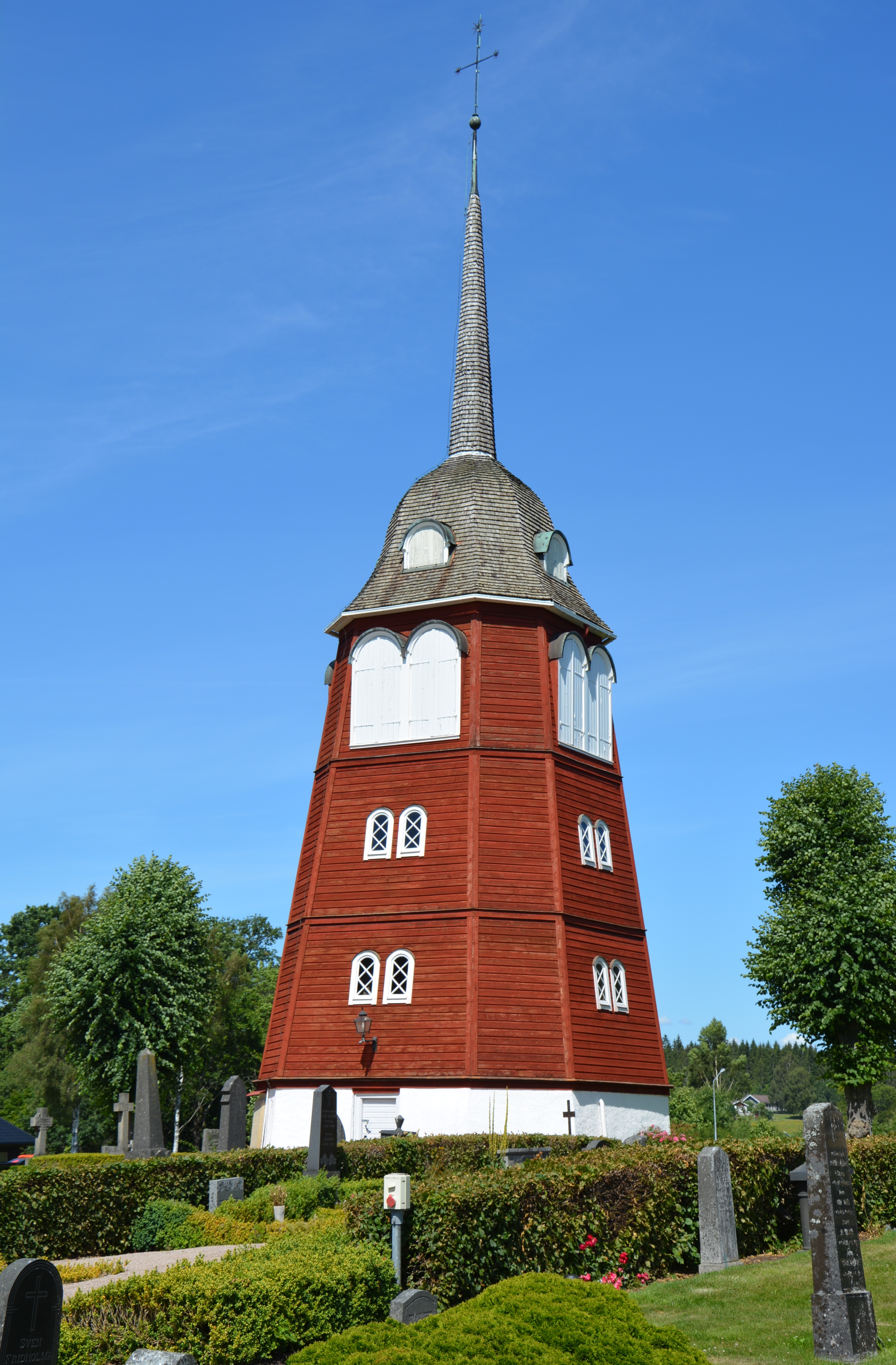
Klockstapeln

Fridlevstads kyrka är en kyrkobyggnad i Fridlevstad i Lunds stift. Den är församlingskyrka i Fridlevstads församling.

## Kyrkobyggnaden
Kyrkan är en av Blekinges äldsta och byggdes troligen under slutet av 1100- eller början av 1200-talet i romansk stil. Byggnadsmaterialet är gråsten. Den anses ha varit försvarskyrka, även om torn saknas. Kyrkans vind skulle ha varit den plattform från vilket försvaret skedde.
Under det nordiska sjuårskriget (1563-1570) brändes och skövlades kyrkan av svenskarna. 1571- 1579 sattes kyrkan i stånd på de kvarstående murarna. Detta innebär att kyrkan har kvar sin medeltida grundplan med långhus, kor och absid orienterad i östlig riktning. Sakristian på norra sidan i anslutning till koret uppfördes 1714. Planer fanns att uppföra ett torn men dessa övergavs trots att grundmurar lagts. Istället förlängdes långhuset åt väster 1779 - 1781.
1914 genomgår kyrkan en inre restaurering.
Långhusets innertak och kor täcks av ett platt trätak. Triumfbåge saknas men ersätts av en vitmålad träskärm.

### Vapenhuset
Vapenhuset vet man inte när det är byggt. Det nämns tidigast 1665 och rivs under 1800-talet.

### Sakristian
1714 byggde man vid korets norra del en sakristia av gråsten. Innertaket är av gråmålat trä. För fönstren står järngaller.

## Klockstapeln
Intill kyrkan vid kyrkogårdens nordöstra hörn står en klockstapel från 1749 med tre klockor. Stapeln är uppförd i trä och inklädd med bräder. Den har en hjälmformad huv med en spira krönt av ett kors.
Kyrkans äldre klockstapel var lik Edestads kyrka klockstapel. Den beskrivs 1665 på följande sätt: Klockehuset er Ottekantigt opbygdt

## Gravkapell
Ett gravkapell är uppfört i sydöstra hörnet av kyrkogården med reveterat trä med spåntak.

## Kyrkogården
Kyrkogården är omgiven av en kallmur med gråsten. Den har gjutna järngrindar på stenstolparna i nordost och väster. 1665 var muren murad och försedd med fyra luckhus med tak av Bord Weed.

## Inventarier
- Fristående altare.
- Altarring med svarvade balusterdockor och öppning i mitten.
- Altarkrucifix snidat 1964 av Nils Sandberg, Rödeby.
- En äldre altartavla från 1653 med infälld målning som föreställer den första nattvarden omgiven av kolonner med slingrande vinrankor. Den hänger idag på södra långhusväggen. På sidorna vingar samt träbilder av Tron och Hoppet. Överstycket är försett med två änglar med palmkvistar samt en Kristusgestalt allra överst . Tavlan hänger numera på den södra långväggen. Tavlan har följande inskrifter: | ” | Vor Herre Jesüs Christus i den nat der hand bleff forrad. tog hand Brødet tackede, oc brød det, gaff sine Disippler oc sagde: Tager dette derdef det er mit Legem, som giffvis for eder: Det giörer i min Hkomelse. Sige så tog hand ic Kalcke effter Afftens Maalltid, tackede gaff denom arsag de dricker alle der aff, denne er det ny Testamentis Kalck i mit Blod, det som bliff utgu syndernis forladesle: Dette giorer så offte som i drickte, i min kommelse. | „ |
- Sluten bänkinredning från 1856.
- Flygel.
- Kollektskopa av grönmålat trä. På gaveln är en skulptur av en brinnande kyrka. På kanten finns en målad inskrift: ACB 1682 fra ild och brand frels herre gvd hvvs oc land.
- Brudkrona i silver förgylld av samma form som Rödebys brudkrona. Med två krantsar och röda, blå och gröna stenar. Den har stämplarna: Karlskrona vapen - Novo Sadi - V - fleuron - åldermansranka.

### Nattvard
- Oblatask av pressat läder som är rund. 9,7 centimeter i diameter och 12 centimeter hög.
- Kalk av silver som är förgylld. Den är 21,3 centimeter hög och 11,2 centimeter i diameter. Den har inskriften: Inri 16.94 tillhör Fridlefstads kyrka. 35 5⁄8 lod.
- Patén av silver och förgylld ovantill. I botten står inskrivet: Tillhör Fridlefstads kyrka. 10 3⁄4 lod.
- Sked av silver som är förgylld med perforerat blad. Inskrift: Fridlefstad. Stämplar: Karlskrona vapen - R - tre kronor - T - fleuron. Den är 13,2 centimeter lång.
- Kanna av silver som delvis är förgylld och ornerad med akantusslingor. Knoppen på locket är fruktsmyckad. Kannan har inskriften: Copwerdie mann Anders Lagomstor och des: K. hustru förärat 52 lod silfwer till denna kanna: alt det öfriga, samt förgyldningen, hafwer fridlefstad kyrkia bekostat: Anno 1755. Stämplar: Karlskronas vapen - tre kronor - I Biörckman  - g - fleuron. Den är 32 centimeter hög. Den är tillverkad av Jöns Björckman i Karlskrona.
- Sockenbudstyg i skinnfodral som innehåller: en kalk av silver  som är förgylld. Den har inskriften: tillhör fridlefstads och Rödeby förs. Stämplarna: Karlskrona vapen - tre kronor - AGE - A4. Den är 13 centimeter hög och 7,7 centimeter i diameter. Paten av silver. Den har samma inskrift som kalken och 4 1⁄4 lod. den är 10,5 centimeter i diameter.

### Dopfunt
Dopfunt i ek med baldakin från 1682 snidad av Åke Truedsson i Jämshög. Skålen bärs upp av sju putti. Baldakinen kröns med en bild av Kristus med världsklotet. Dopfatet av mässing med motiv av syndafallet är en gåva av kyrkoherde Anders Bager och hans hustru. Den har inskriften: H:r Anders Bager med hans 1: hustru Cicele Bages dater bekostet dene font 1682 och med hans hutru Christina Knuds doter ladet den stafere 1687. Den är 87 centimeter hög och 68 centimeter i diameter.
Dopfatet till denna dopfunt är av mässing. Den har akantus, hundar och hjortar på sig. I bottnen framställs syndafallet och inskriften: N-P-RA-C-D. Den är skänkt av Anders Bager och hans hustru. Den har en diameter på 53 centimeter.
Kyrkans tidigare dopfunt lånades 1777 ut till Sillhövda kapell. den var tillverkad av furu och betsad i ekfärg. Den var ursprungligen målad med vit och röd vattenfärg. Vid en målning 1671 tillkom färgerna blått och guld. Dopfunten är idag landets äldsta från protestantisk tid och tillkom vid 1500-talets mitt eller enare hälft. 106 centimeter hög och 52 centimeter i diameter.
Dopfat i mässing. Det har en rad med blomknoppar och åttor. I bottnen är det två ringar och en framställning av bebådelsen. Inskrift: K-I 80 i en sköld. Den är 50 centimeter i diameter.

### Epitafium
- Anders Bager. på norra långväggen över kyrkoherden Anders Bager. Troligen utfört av Åke Truedsson. Den har följande inskrift: | ” | Wij trene i ett Hierta står, twå wåre först ett Hierta, som bittre döden skilde åth, med hiertes store smerte, twå äe blefne ett igien: Wij trij med gudhi blifva: ett, i himels paradis, som herren oss will gifva: | „ |. På vänster sida står en trästaty föreställande Johannes döparen och till höger föreställande törnekrönte Kristus. Längst upp står den uppståndne Kristus trampande på en orm. På sidorna av epitafiet står det en pyramid.
- Magnus Frodelius. Namnepitafium av vitmålat trä och svartmålad ram.
- J. G. Heerman. Namnepitafium av bly med övertäckande glas och svartmålad träram.

### Porträtt
- Peter Muhrbeck. oljemålning på uk med förgylld ram. Han pekar i en psalmbok på Ebr. 4, v. 12, 13. Denna tavla är troligtvis en kopia av M:s porträtt i Rödeby.
- Okänd präst. Eventuellt Gyllenskepp eller N. Åkesson. Prästen håller vänstra handen på en bok
- Carl Bohm. Håller en bok i vänstra handen och har ljusbrunt hår och skägg. Följande inskrift står i högra hörnet på tavlan: H. Carl Bohm. Natus A:O 1663, de natus A:o 1713.
- Elisabeth Rönnow. Håller i vänstra handen ett äggliknande föremål och i den högra lekande med en hund. Innerramen har inbrända initialerna: E R.

### Predikstolen
Predikstolen i ek med ljudtak förfärdigad 1692 av Åke Truedsson. Korgen är indelad i fem fält med snidade motiv av: Skapelsen - Syndafallet – Syndafloden- Jesu födelse – Korsfästelsen – Himmelsfärden. Ljudtaket eller baldakinen är sjusidig. Överstycket är försett med Karl XI:s namnchiffer.
Inskrift: Gudi till ähra ähr denna Predikestool uthi Sl. Herr A.S B.S tidh uppsatt och úthi Herr Matthiæ Coccij tidh Stofferat och förgÿlt för kiörkians Medell.

## Orglar
- 1639 byggdes en orgel av Anders Bruce från Linköping.
- 1852 byggde Andreas Åbergh i Hjortsberga socken en ny orgel på 15 stämmor.

| Huvudverk (I) C-f3  | Pedalverk (P) C- |
| ------------------- | ---------------- |
| Borduna 16'         | Subbas 16'       |
| Principal 8'        | Principal 8'     |
| Gedakt 8'           | Violon 8'        |
| Harmonika 8'        | Bassun 16'       |
| Gamba 8'            |                  |
| Salicional 8'       |                  |
| Corno di Basetto 8' |                  |
| Oktava 4'           |                  |
| Fleut Cuspidata 4'  |                  |
| Oktava 2'           |                  |
| Trumpet 8'          |                  |

- 1933 byggdes en ny orgel av Mårtenssons orgelfabrik AB i Lund som hade 15 stämmor och kom 1948 att utökas till 18 stämmor.
- Den nuvarande läktarorgeln har 20 stämmor och är byggd 1977 av Walter Thür Orgelbyggen AB i Torshälla. Den har mekanisk traktur och elektrisk registratur samt fria kombinationer. Fasaden är från 1852 års orgel.

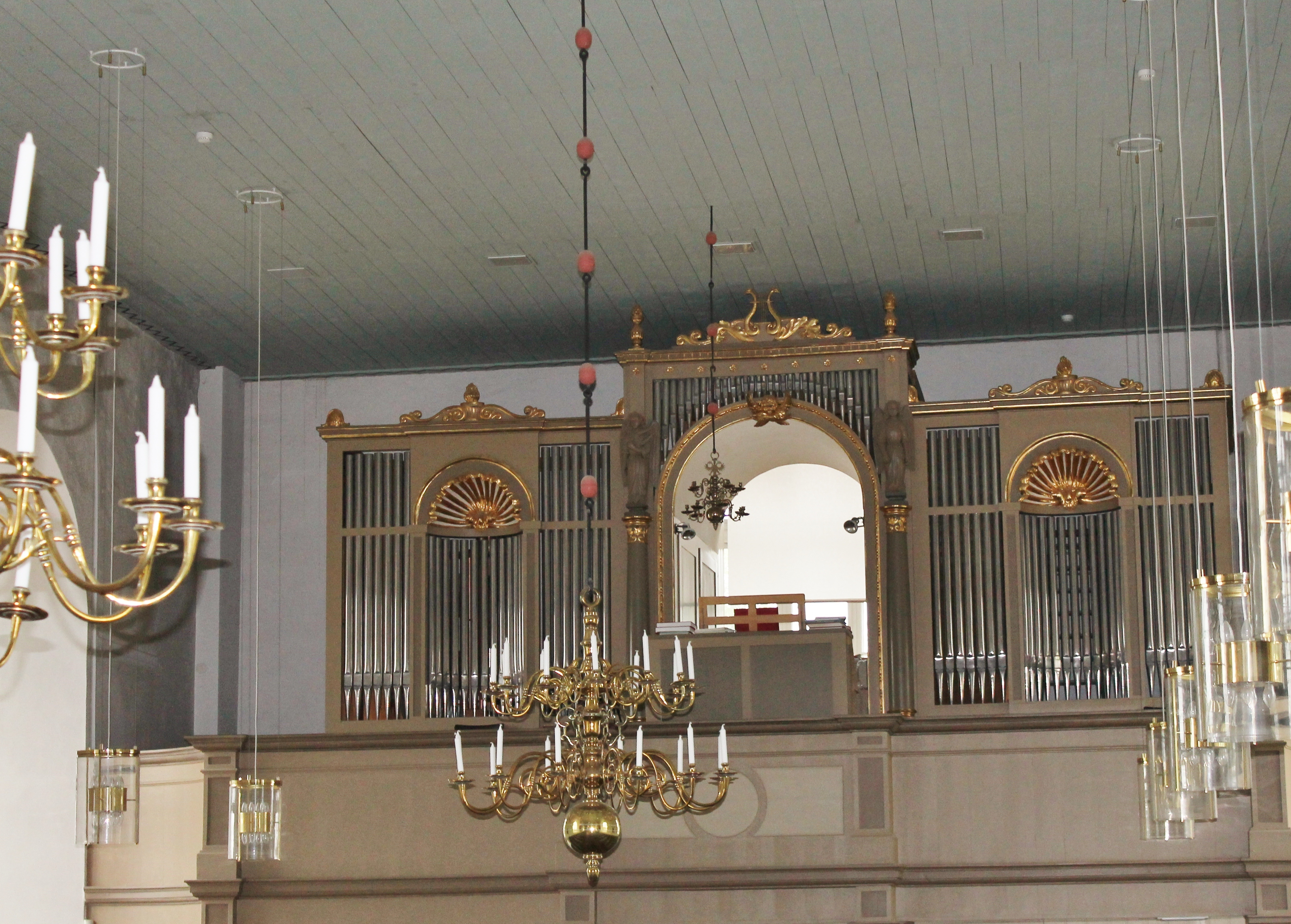
Orgeln

| Huvudverk (I) C-g3 | Svällverk (II) C-g3 | Pedalverk (P) C-f1 | Koppel |
| ------------------ | ------------------- | ------------------ | ------ |
| Principal 8'       | Rörflöjt 8'         | Subbas 16'         | I/P    |
| Gedackt 8'         | Fugara 8'           | Borduna 8'         | II/P   |
| Oktava 4'          | Traversflöjt 4'     | Oktava 4'          | II/I   |
| Spetsflöjt 4'      | Nasat 2 2⁄3'        | Koppelflöjt 2'     |        |
| Oktava 2'          | Waldflöjt 2'        | Fagott 16'         |        |
| Mixtur IV-V        | Ters 1 3⁄5'         | Skalmeja 4'        |        |
|                    | Scharf III          |                    |        |
|                    | Oboe 8'             |                    |        |
|                    | Tremulant           |                    |        |

### Kororgel
Kororgel med 5 stämmor är byggd 1979 av Walter Thür Orgelbyggen och är en mekanisk orgel.
| Manual C-g3  | Pedal C-f1 |
| ------------ | ---------- |
| Gedackt 8'   | Subbas 16' |
| Rörflöjt 4'  | bihängd    |
| Principal 2' |            |
| Oktava 1'    |            |

## Bildgalleri

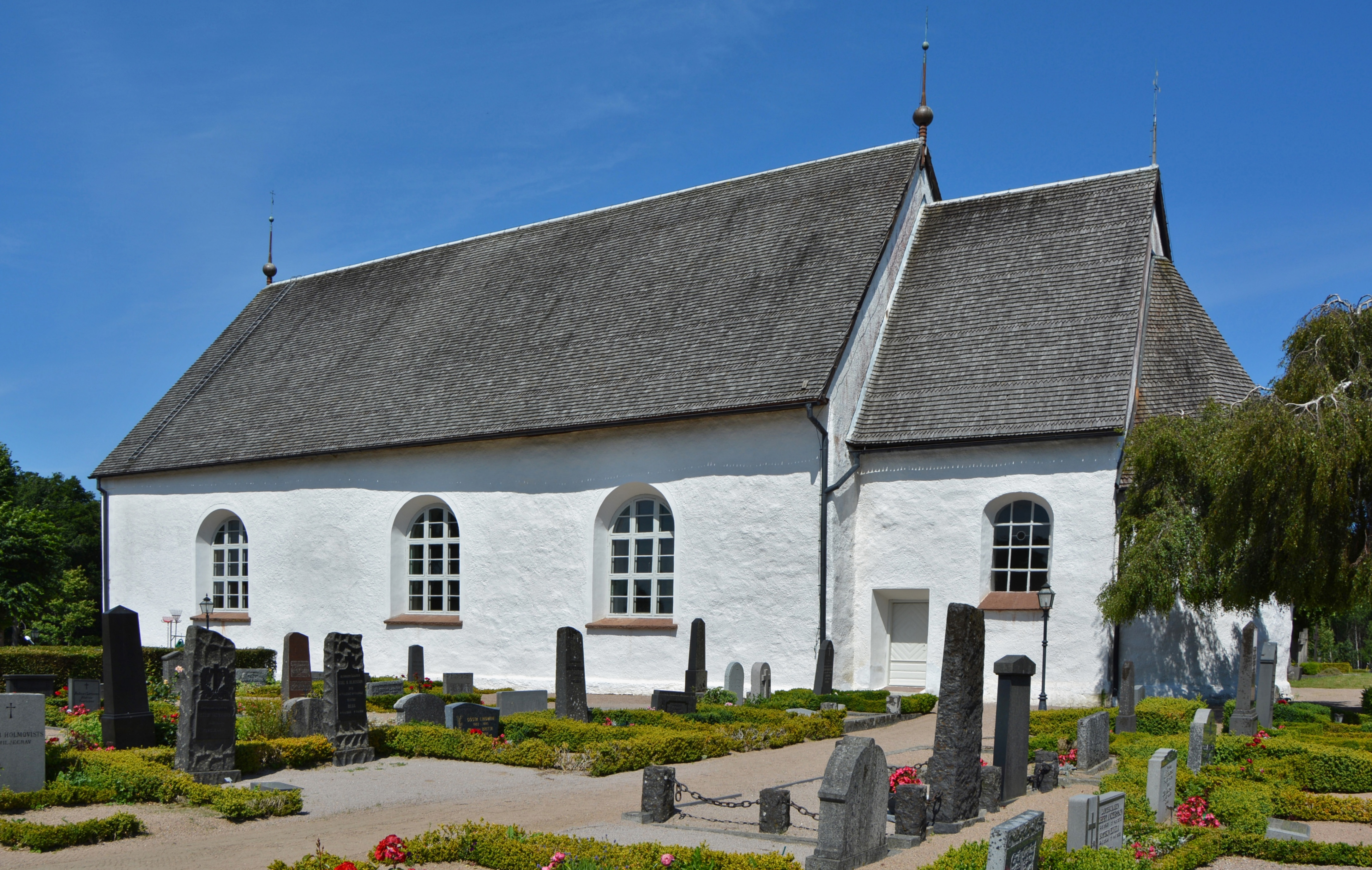
Exteriör från söder
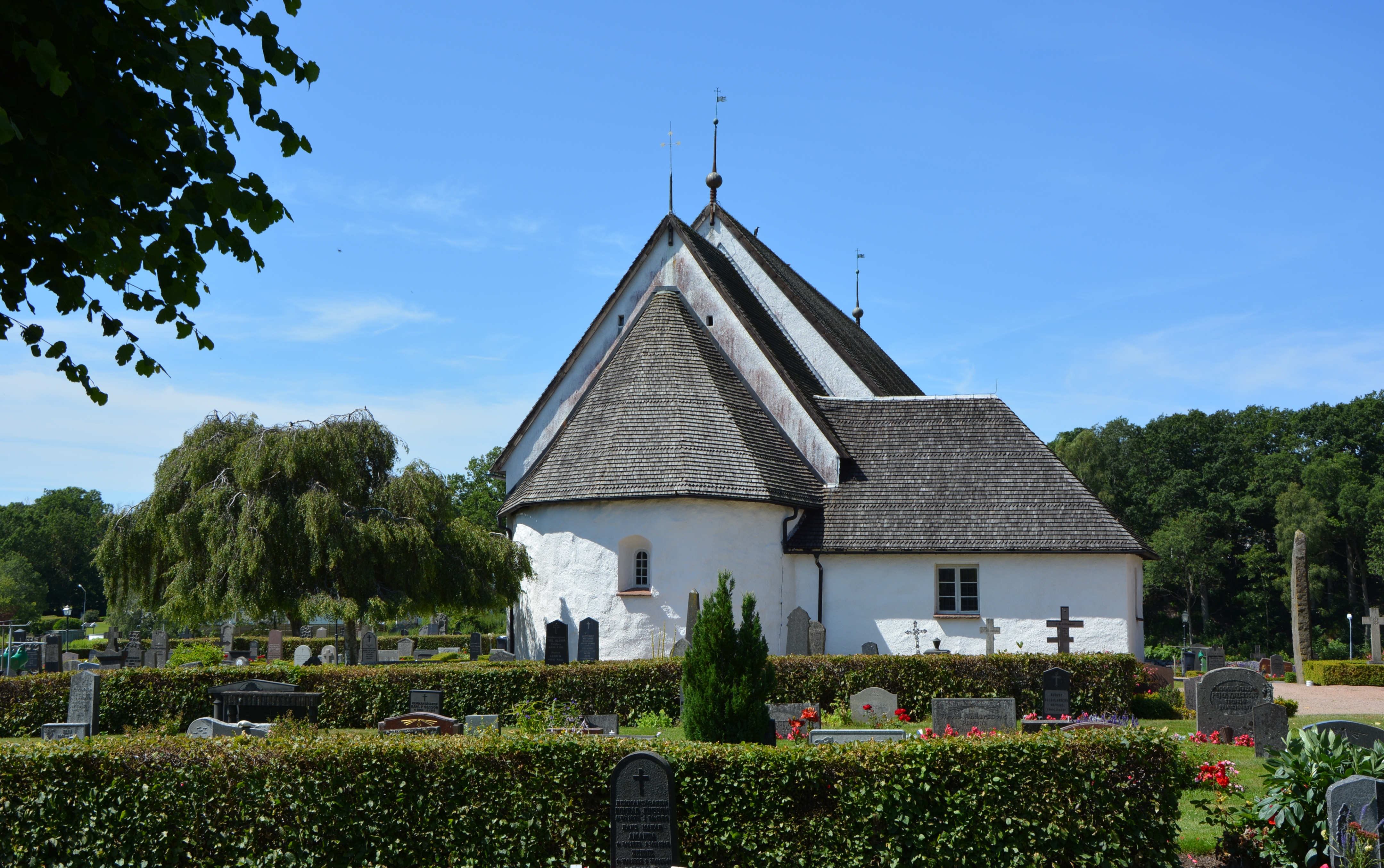
Kyrkan från öster
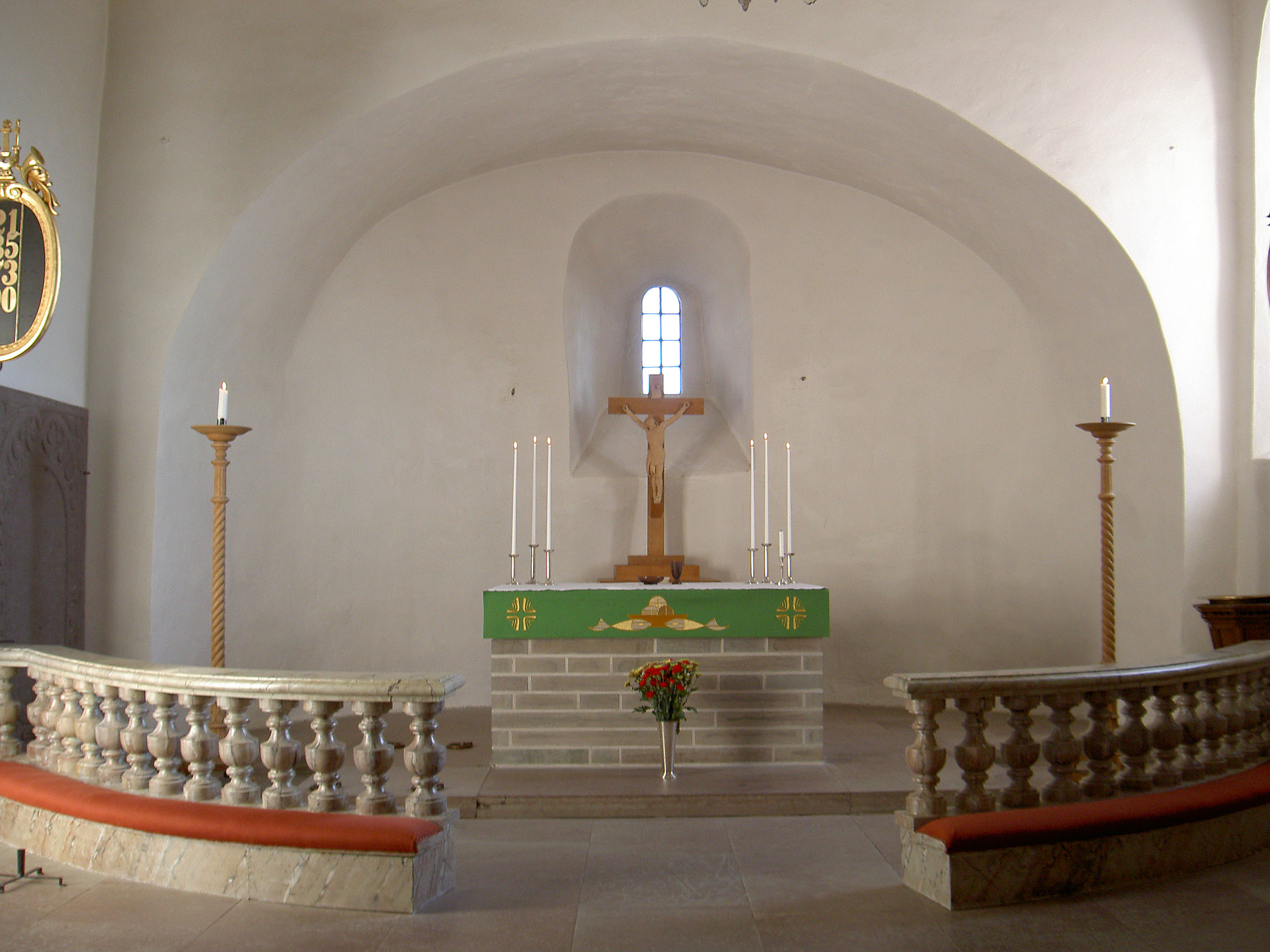
Korabsiden med det fristående altaret
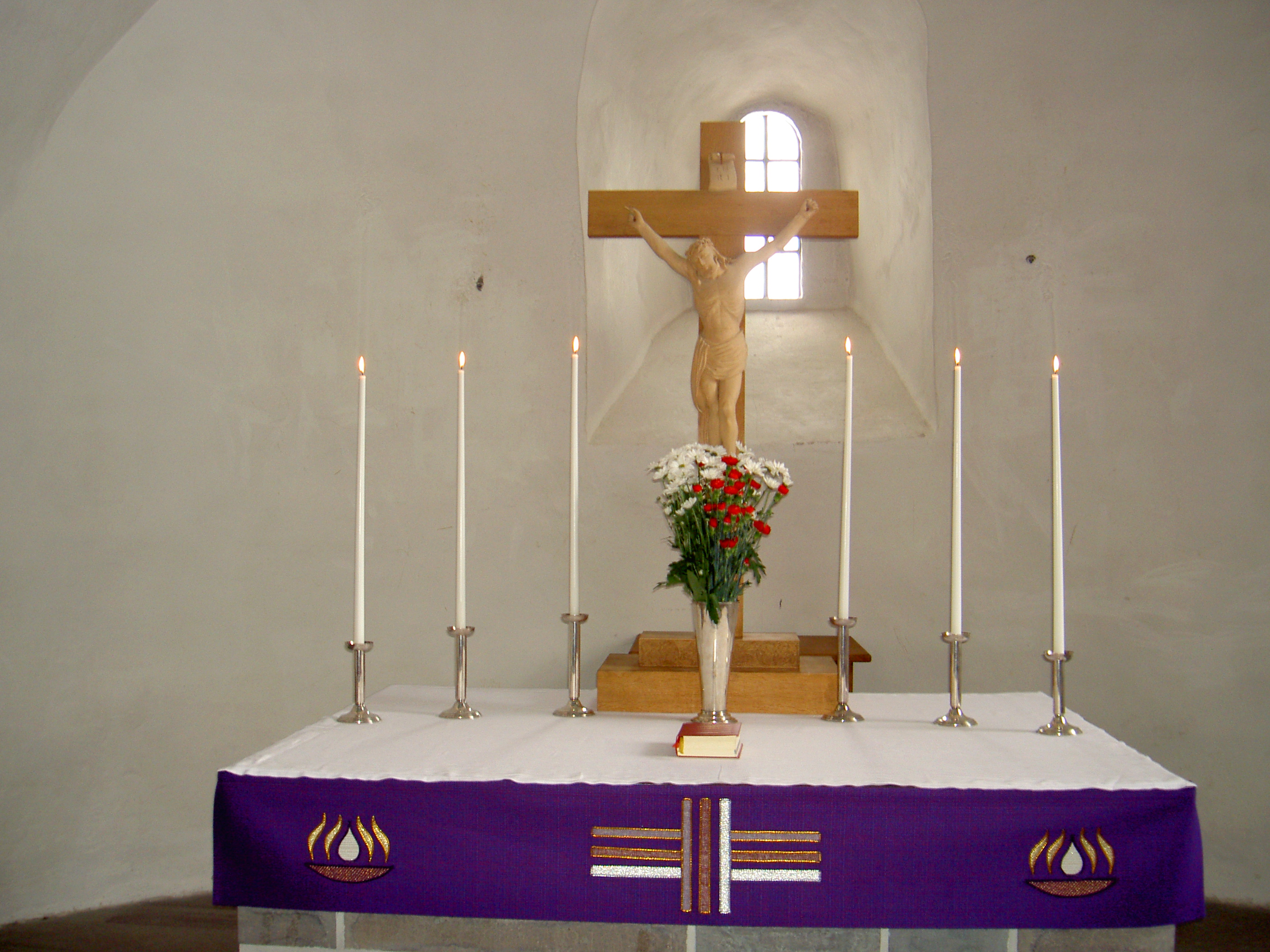
Nils Sandbergs altarkrucifix
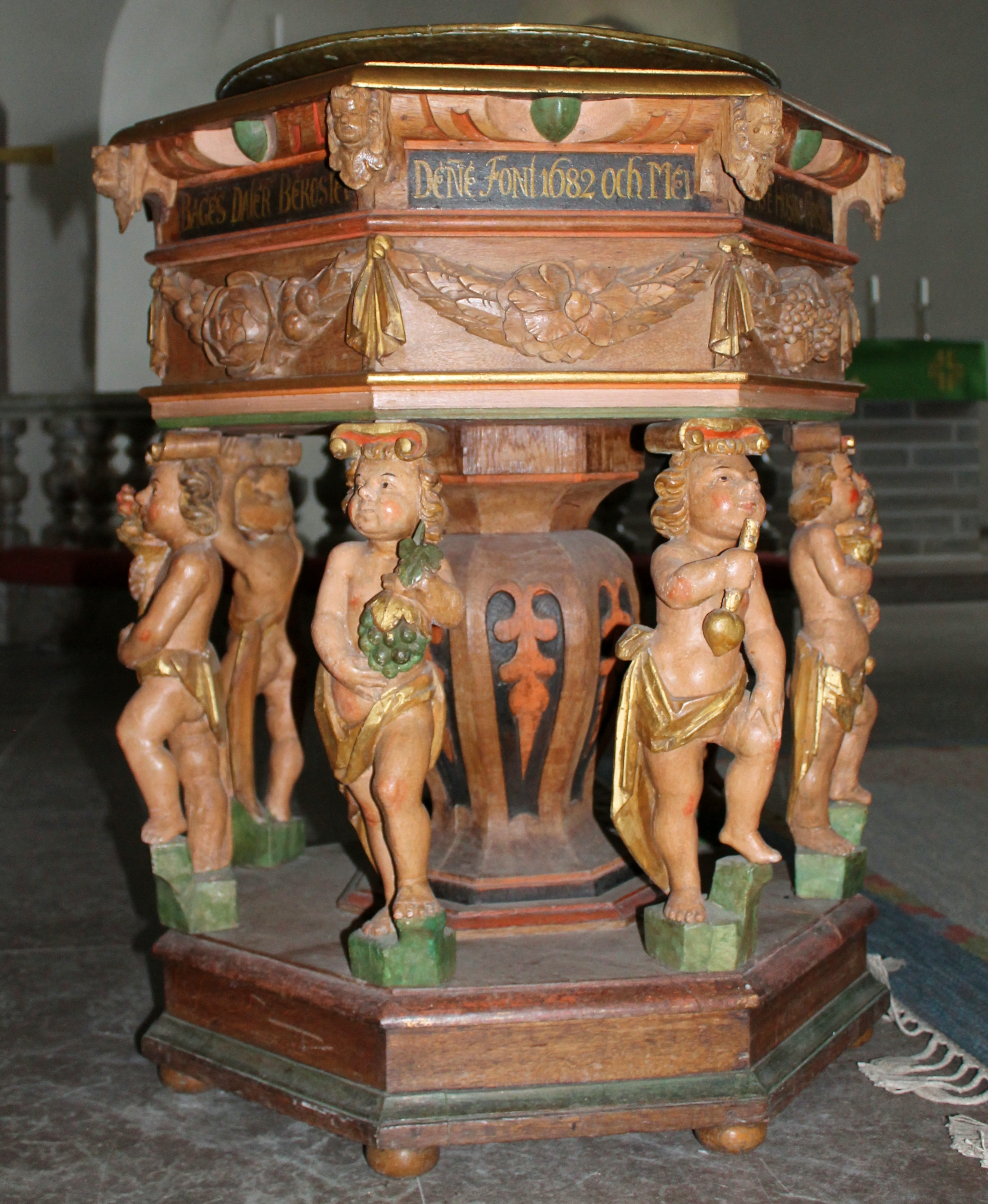
Dopfunten, skulpterad 1682
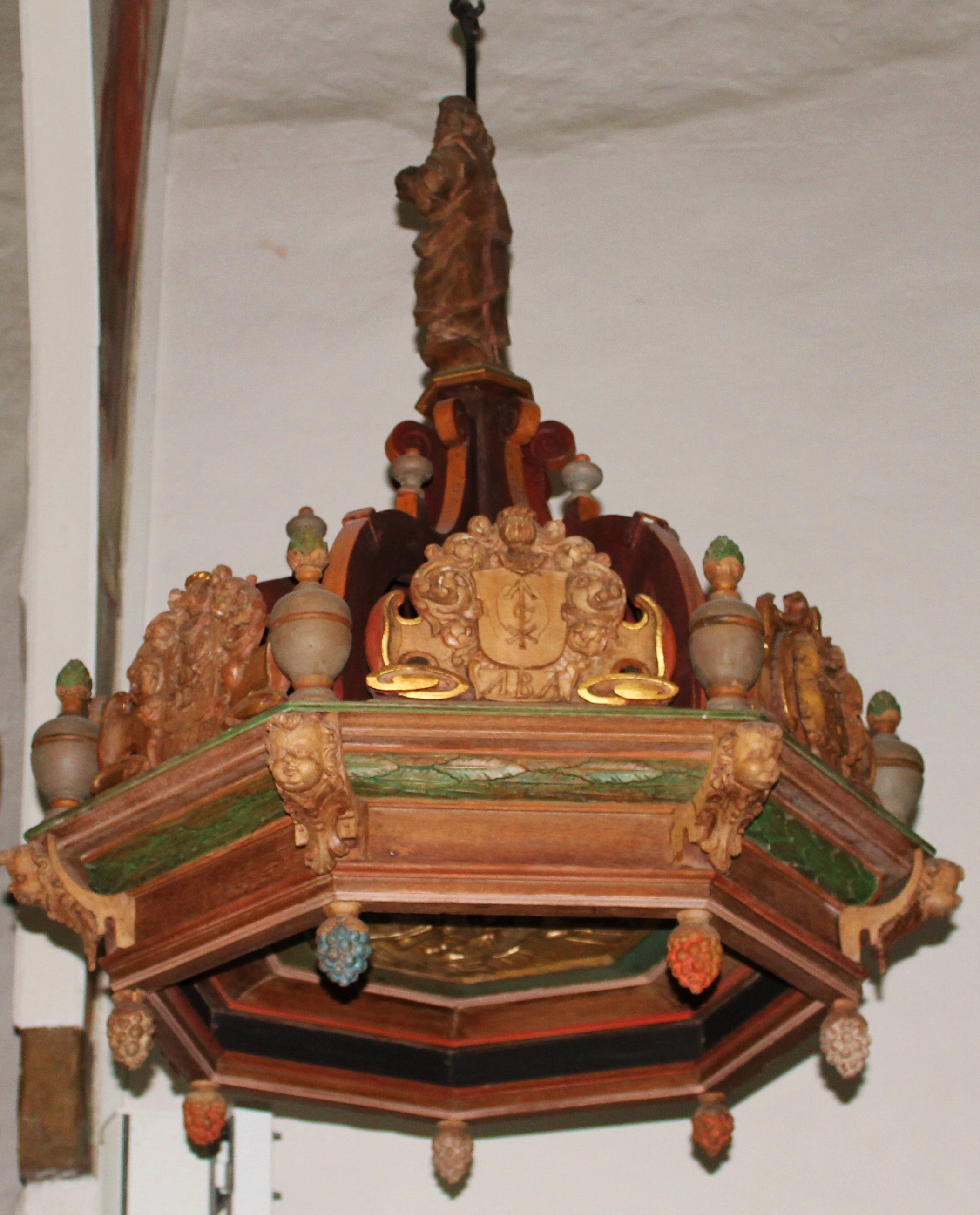
Dopfuntens baldakin
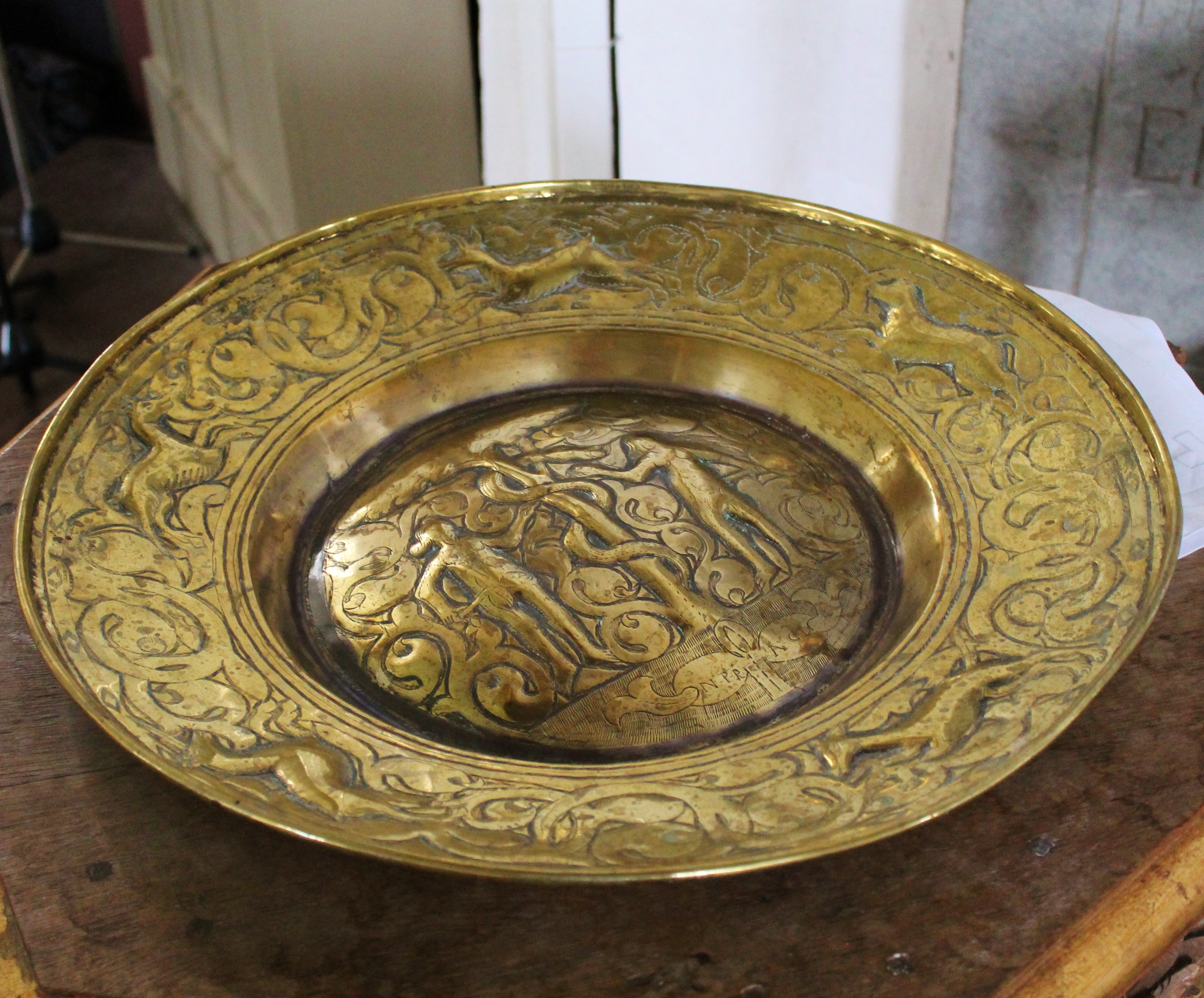
Dopfat. Gåva av kyrkoherde Anders Bager och hans hustru
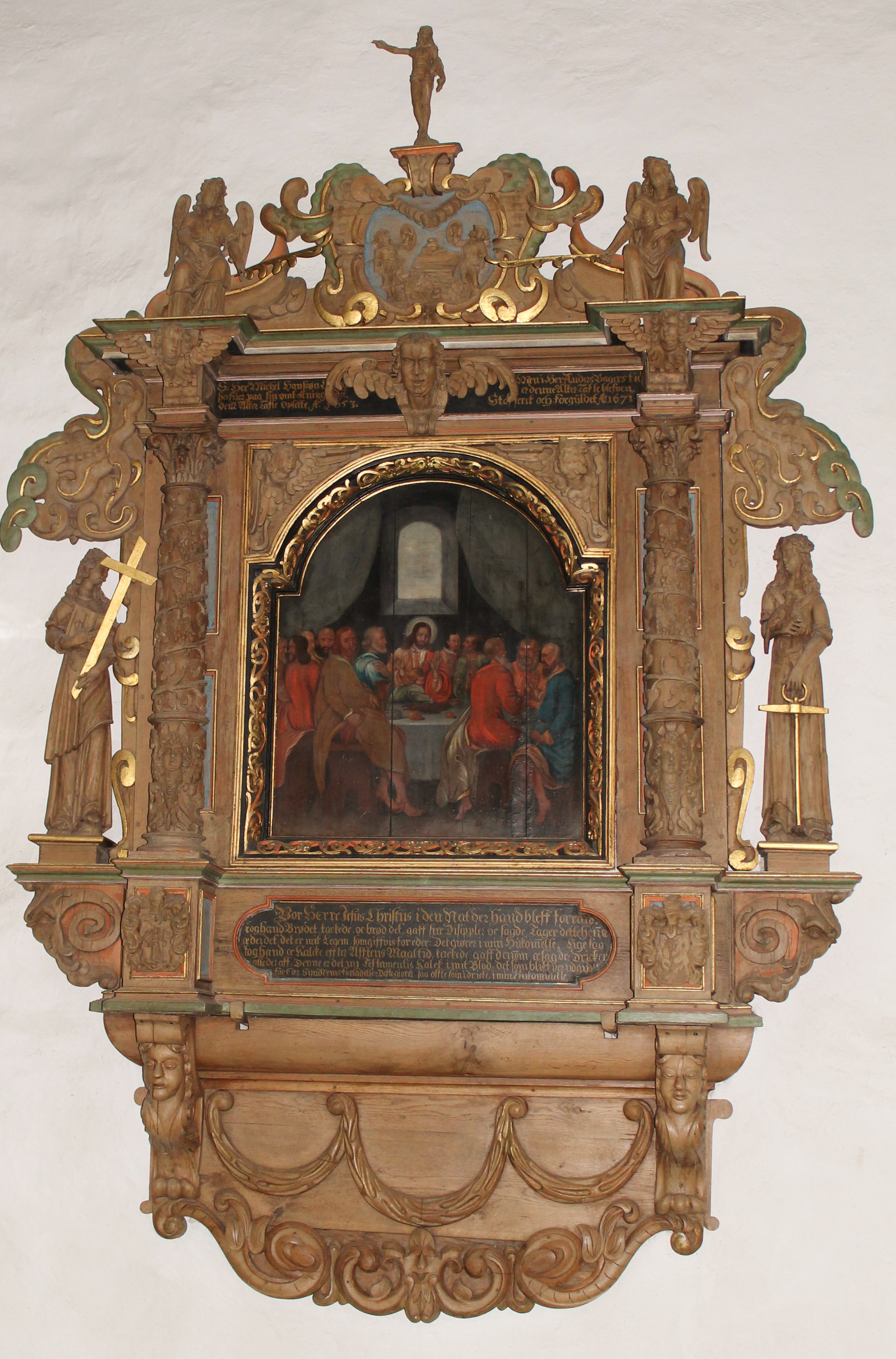
Tidigare altartavla 1653
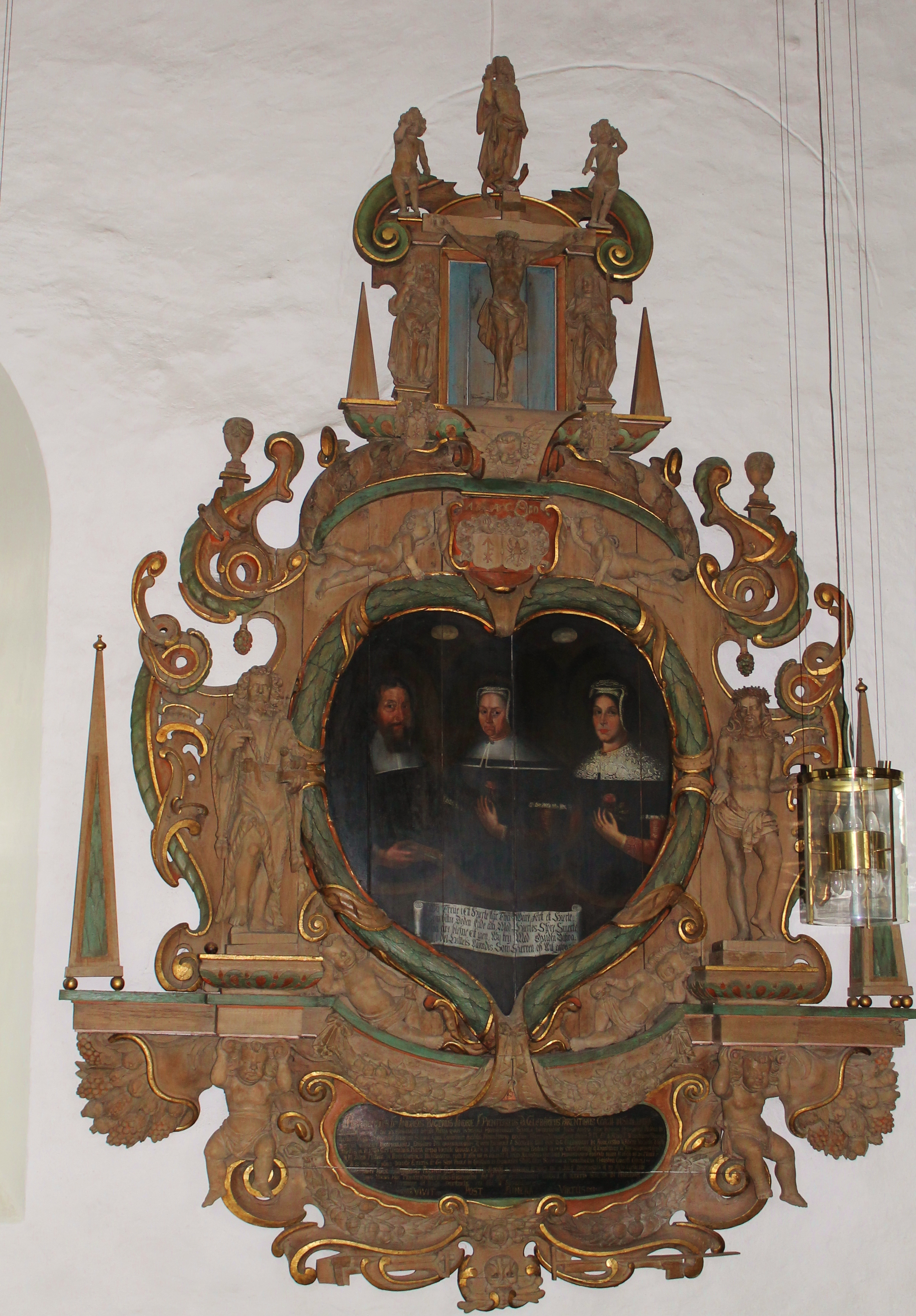
Kyrkoherde Bagers epitafium

## Några av predikstolens skulpturer och bildfält

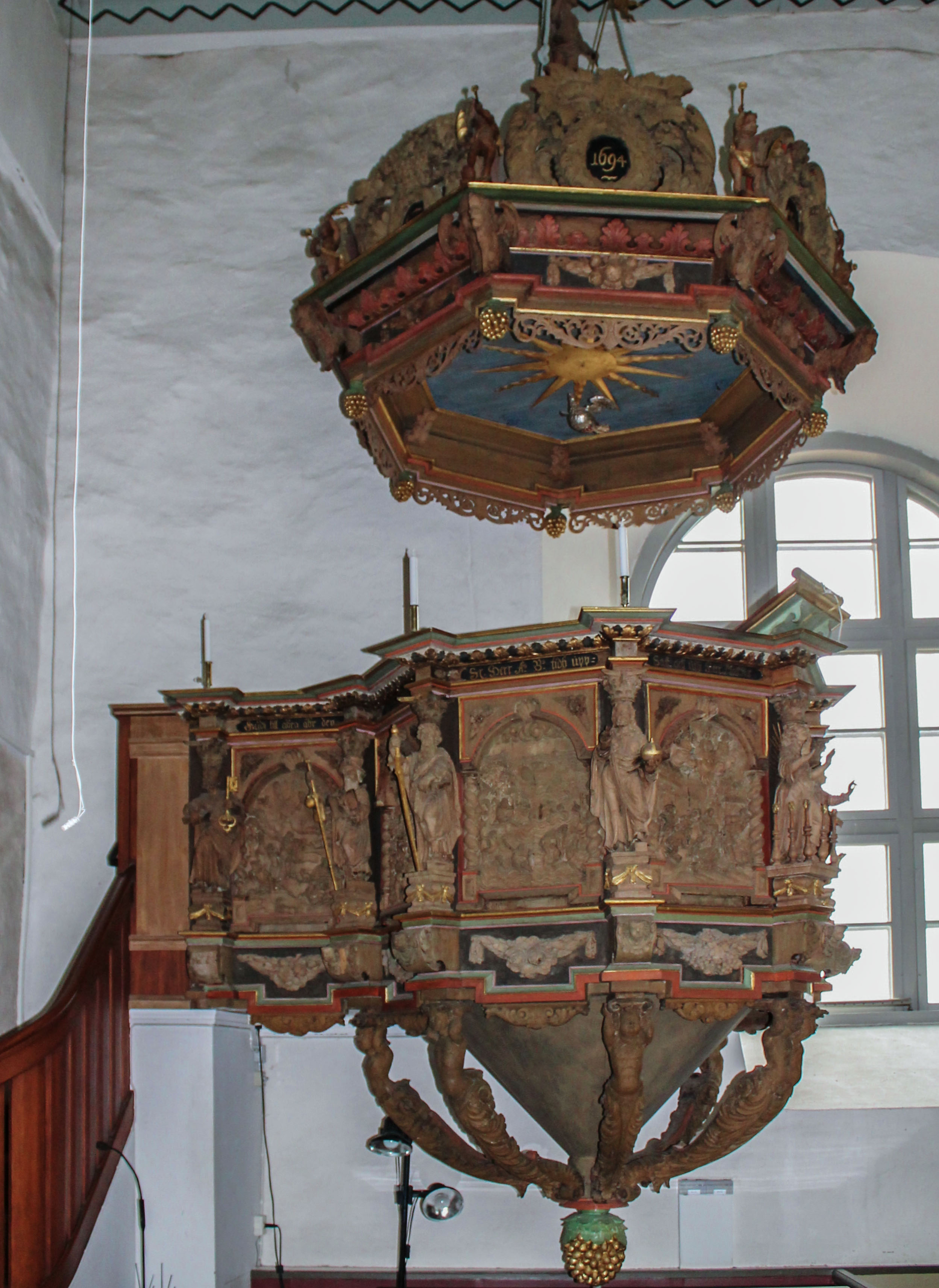
Den sjusidiga predikstolen från 1682.
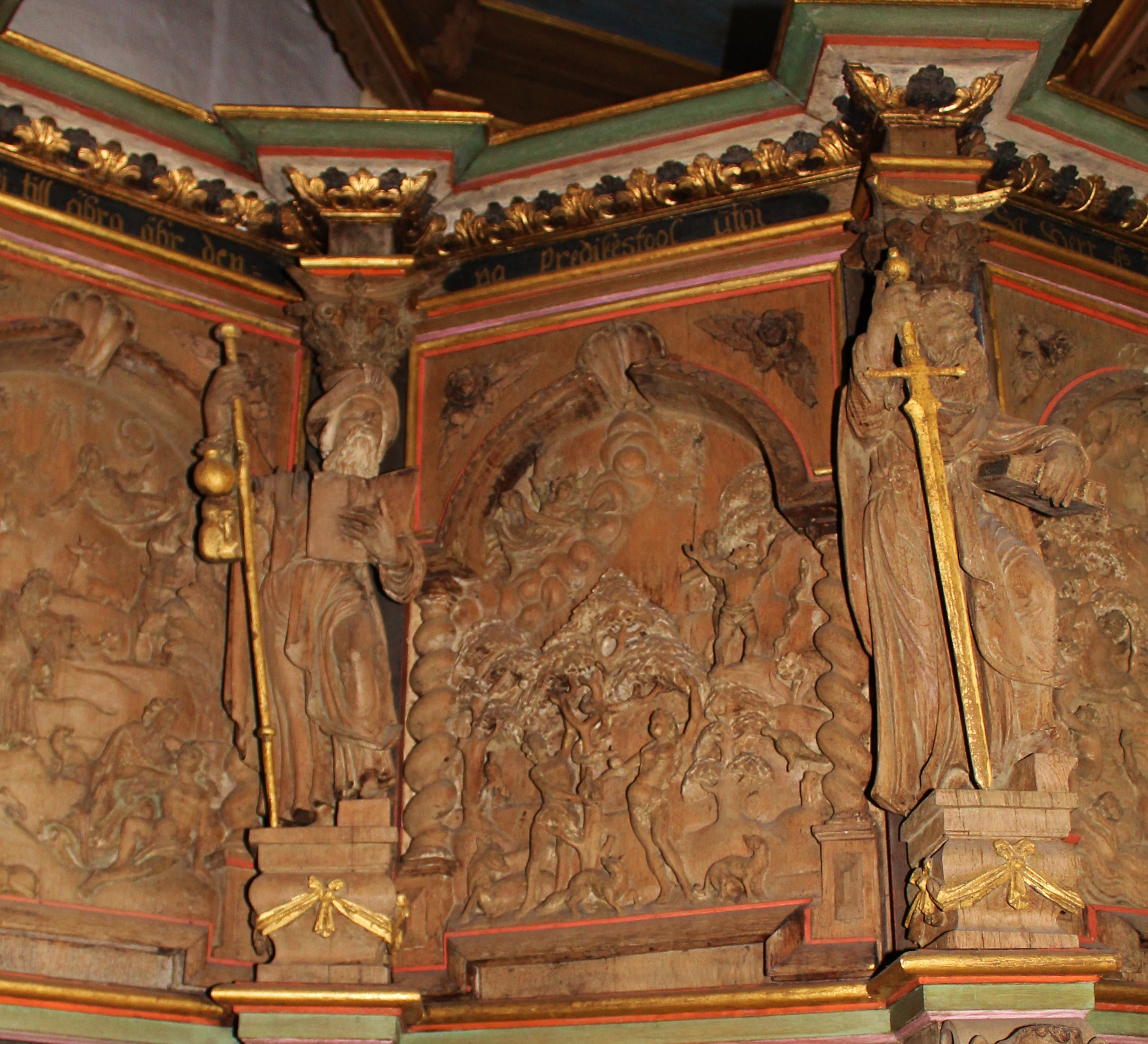
Syndafallet i Edens lustgård. Till vänster: aposteln Jakob med pilgrimshatt. På högra sidan aposteln Paulus med svärdet.
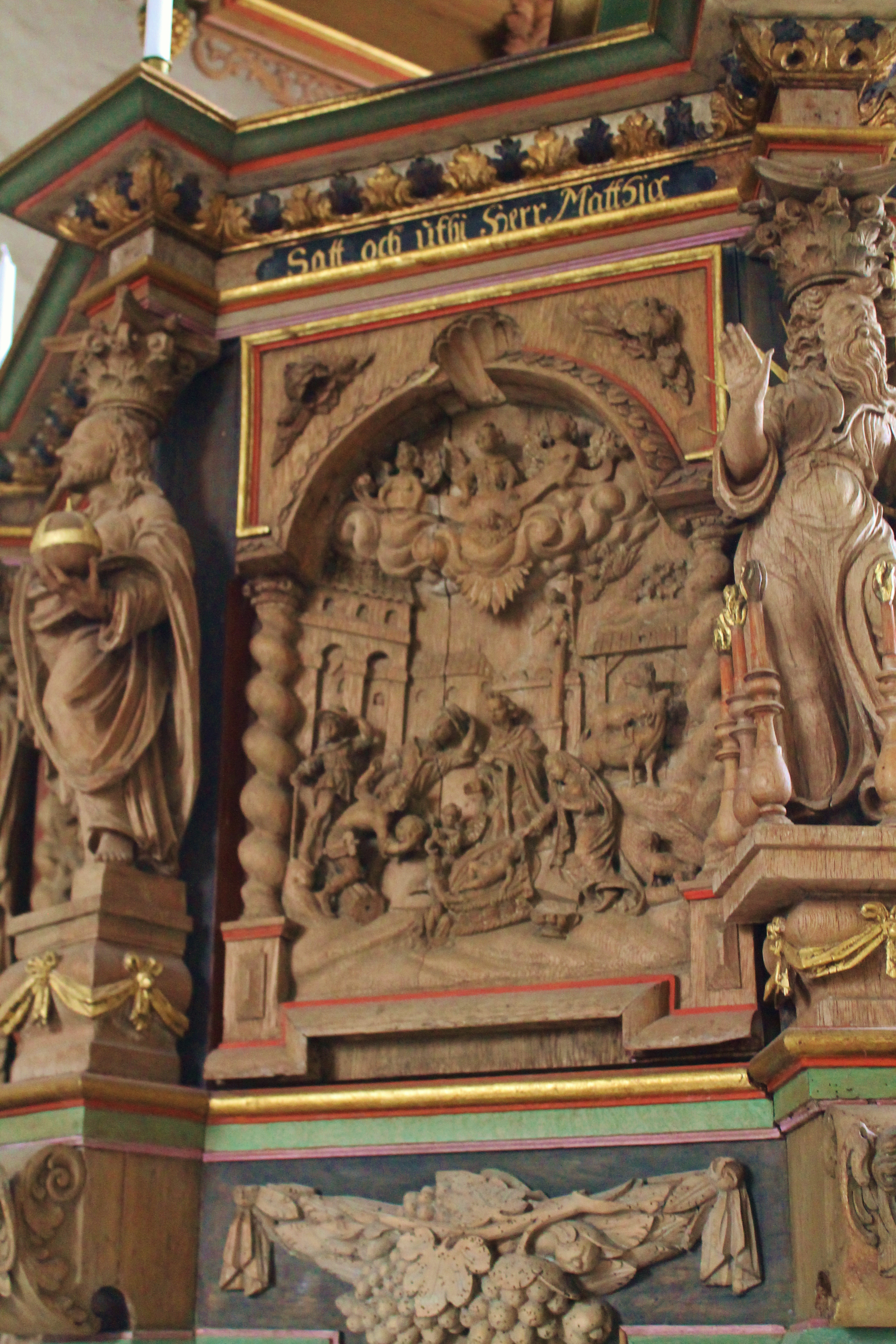
Kristi födelse. Till vänster; Kristus med världsgloben och till höger; Gud Fader.
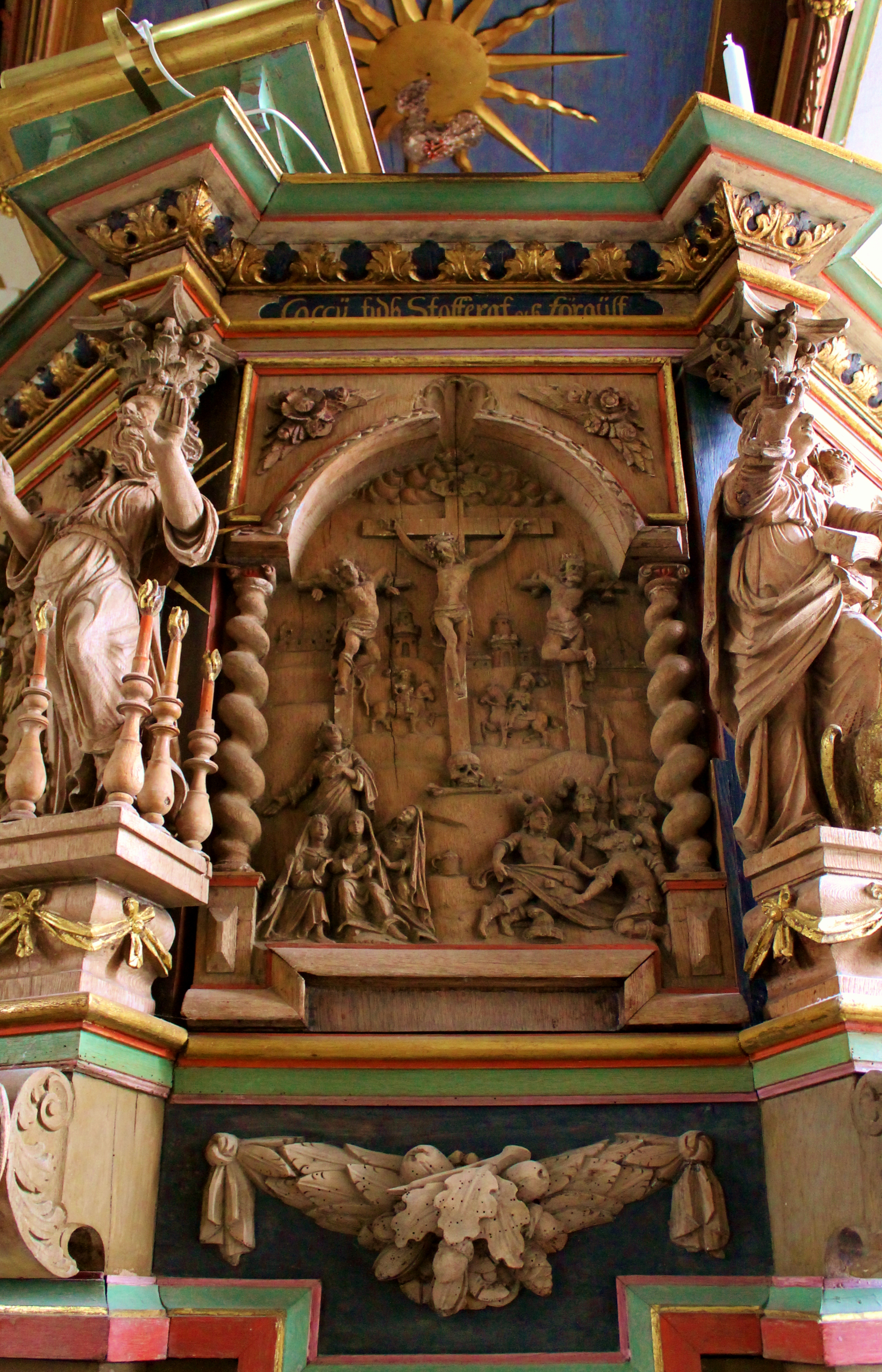
Gud Fader omgiven av Uppenbarelsebokens sju lampor. I bildfältet; Korsfästelsen.
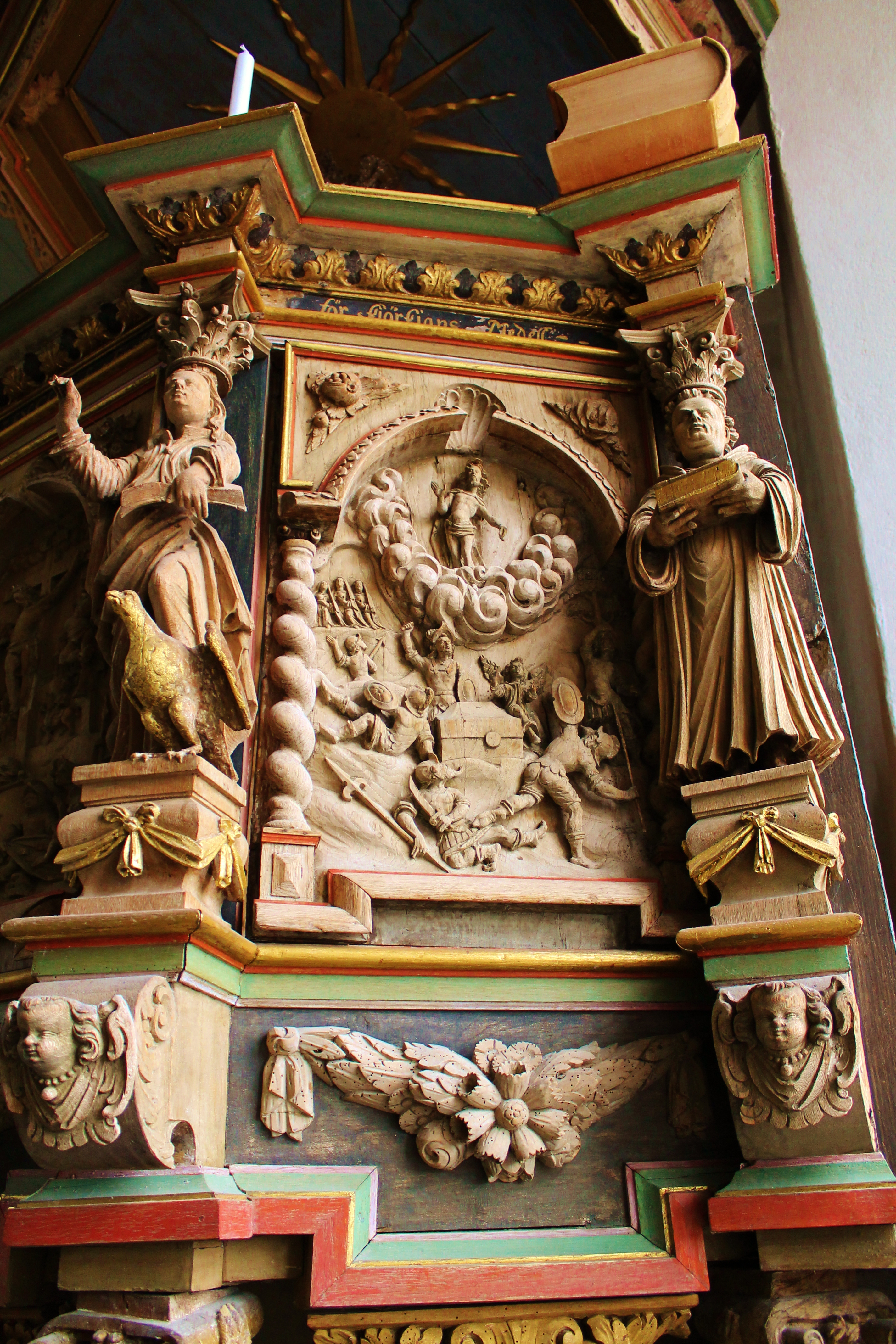
Kristi himmelsfärd. Motivet flankeras av aposteln Johannes till vänster och troligen reformatorn Martin Luther med bok i handen till höger.
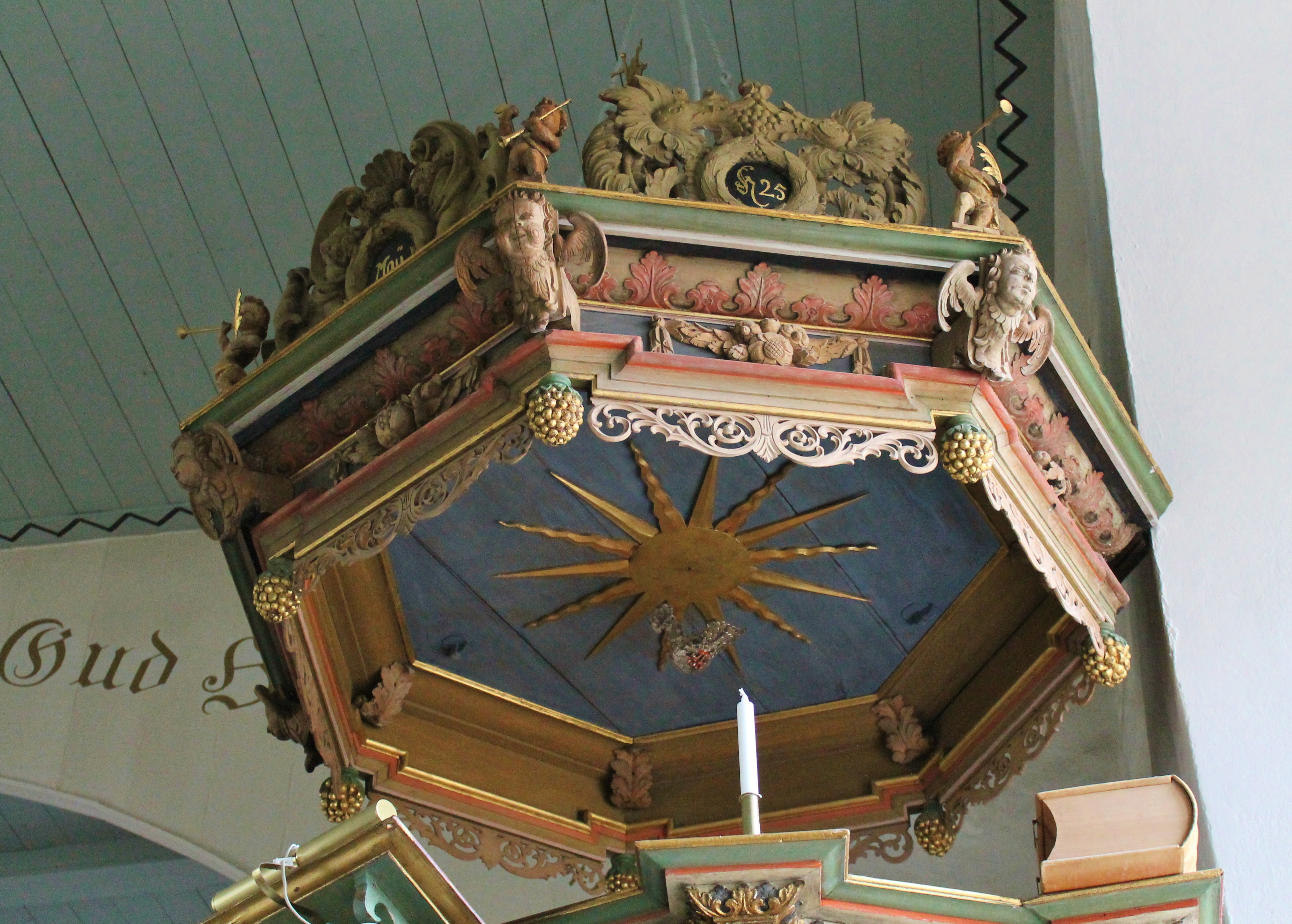
Predikstolens baldakin rikt dekorerad med änglahuvud och druvklasar.